# جدول زمانی جنگ اسرائیل و حماس (۷ اکتبر - ۲۷ اکتبر ۲۰۲۳)
این جدول زمانی جنگ اسرائیل و حماس وقایع از ۷ اکتبر تا ۲۷ اکتبر ۲۰۲۳ را پوشش می‌دهد.

## جدول زمانی ۷ اکتبر
- ساعت ۶:۳۰ صبح به وقت محلی اسرائیل، آژیرهای حمله هوایی در جنوب و مرکز اسرائیل به صدا درآمدند؛ این واکنشی به شلیک موشک‌های حماس بود.[۱] در همین زمان، محمد ضیف، رهبر شاخه نظامی حماس، در پیامی ضبط شده و ده دقیقه‌ای که به‌صورت آنلاین منتشر شد، اعلام آغاز عملیات «طوفان الاقصی» را انجام داد و گفت که «دشمن درک خواهد کرد که زمان تجاوزگری بی‌پاسخ به پایان رسیده است»،[۲] و از فلسطینی‌ها خواست که با هر سلاحی که در اختیار دارند، به شهرک‌های اسرائیلی حمله کنند. در این حمله که به رهبری حماس صورت گرفت، حدود ۱۲۰۰ غیرنظامی و سرباز اسرائیلی کشته و حدود ۲۵۰ نفر دیگر ربوده شدند.[۳][۴]
- ساعت ۶:۵۶: اولین نیروهای مسلح وارد بئری شدند و کشتار بئری را آغاز کردند.[۵]
- ساعت ۷:۰۰: جشنواره موسیقی سوپرنوا در نزدیکی کبود رئیم مورد حمله نیروهای مسلح حماس قرار گرفت، که برخی از آنها با پاراگلایدر موتوردار آمده بودند.[۶] از حدود ۳۰۰۰ تا ۵۰۰۰ نفری که در این جشنواره حضور داشتند، ۳۶۴ نفر کشته و ۴۰ نفر ربوده شدند.[۷]
- ساعت ۷:۴۰: نیروهای دفاعی اسرائیل (IDF) تأیید کردند که نیروهای مسلح حماس وارد جنوب اسرائیل شده‌اند و از ساکنان سدروت و دیگر شهرها خواستند که در خانه‌های خود بمانند.[۸]
- ساعت ۸:۱۵: پس از یک شلیک راکتی به جنگل‌های حومه غربی اورشلیم، آژیرها در اورشلیم فعال شدند.[۹]
- ساعت ۸:۲۳: گلوله‌باران راکتی منجر به تخلیه اضطراری جلسه کنیست شد.[۱۰]

## ۸ اکتبر
- اسرائیل برای اولین بار از زمان جنگ یوم کیپور ۱۹۷۳ با استفاده از ماده ۴۰A قانون اساسی اسرائیل، رسماً حالت جنگی اعلام کرد.[۱۱] در این راستا، ۳۰۰٬۰۰۰ نیروی ذخیره فراخوانده شدند. هدف اعلام شده اسرائیل، از بین بردن توان نظامی حماس و پایان دادن به کنترل آن بر نوار غزه عنوان شد.[۱۲]
- دستور تخلیه ساکنان اسرائیلی نزدیک به نوار غزه صادر شد[۱۳][۱۴] و نتانیاهو، سرتیپ سابق گال هیرش را به عنوان نماینده دولتی در امور شهروندان گمشده و ربوده شده منصوب کرد.[۱۵] ارتش اسرائیل همچنین قرنطینه کاملی بر کرانه باختری اعمال کرد.[۱۶]
- وزیر دفاع ایالات متحده لوید آستین دستور اعزام ناو هواپیمابر یواس‌اس جرالد فورد و گروه تهاجمی آن را به شرق دریای مدیترانه صادر کرد.[۱۷] نیروی هوایی ایالات متحده آمریکا اسکادران‌های خود را در منطقه شامل اف-۳۵، اف-۱۵، اف-۱۶، و آ-۱۰ تقویت کرد.[۱۸] حماس اعزام ناو نیروی دریایی ایالات متحده را به عنوان «تجاوز علیه مردم فلسطین» محکوم کرد.[۱۹]
- نیروهای اسرائیلی یک فلسطینی را طی درگیری در ورودی شمالی اریحا کشتند[۲۰] و سه فلسطینی دیگر نیز طی درگیری‌ها در حاجز قالندیا و یک فلسطینی دیگر در شهر الخلیل کشته شد.[۲۱] پس از آن یک فلسطینی دیگر نیز به دلیل شدت جراحات جان باخت.[۲۲] نیروهای اسرائیلی یک فلسطینی را در طی درگیری‌ها در بیتا نیز کشتند.[۲۳]
- دفتر هماهنگی امور انسان‌دوستانه سازمان ملل (OCHA) تأیید کرد که در کرانه باختری، از جمله قدس شرقی، «بین ۷ و ۸ اکتبر، تا ساعت ۲۱:۰۰، ۱۳ فلسطینی از جمله یک کودک ۱۲ ساله، توسط نیروهای اسرائیلی در مناطق مختلف کرانه باختری کشته شده‌اند.» یکی از آنها در حال حمله یا تلاش برای حمله با چاقو به یک سرباز در نزدیکی رام‌الله کشته شد. یکی دیگر نیز در درگیری‌های نزدیکی نابلس کشته شد. یازده فلسطینی دیگر نیز در «طی تظاهرات همبستگی با نوار غزه و سایر درگیری‌ها که شامل پرتاب سنگ می‌شد» کشته شده‌اند.[۲۴]

## ۹ اکتبر
- وزیر دفاع یوآو گالانت از محاصره «کامل» نوار غزه خبر داد که شامل قطع برق و جلوگیری از ورود مواد غذایی و سوخت است. وی افزود: «ما در حال جنگ با انسان‌های وحشی هستیم و بر همین اساس اقدام می‌کنیم.»[۲۵]
- نیروی هوایی اسرائیل (IAF) برای جمع‌آوری صدها نیروی غیرنظامی ارتش اسرائیل (IDF) که در مرخصی بودند، هواپیماهای سنگین حمل‌ونقل سی-۱۳۰ و سی-۱۳۰جی را به نقاط مختلفی در اروپا اعزام کرد تا آنها را برای شرکت در درگیری به اسرائیل بازگرداند.[۲۶]
- دفتر هماهنگی امور بشردوستانه سازمان ملل (OCHA) تأیید کرد که در کرانه باختری، از جمله قدس شرقی، «بین ۷ تا ۹ اکتبر، تا ساعت ۱۶:۰۰، ۱۵ فلسطینی، از جمله چهار کودک، توسط نیروهای اسرائیلی در مناطق مختلف کرانه باختری کشته شده‌اند.»[۲۷]

## ۱۰ اکتبر
- بایدن، رئیس‌جمهور آمریکا، در یک نشست خبری اظهار داشت: «حماس نماینده مردم فلسطین برای تعیین سرنوشت نیست. هدف اعلامی آن نابودی دولت اسرائیل و قتل یهودیان است.»[۲۸][۲۹][۳۰] او حمله حماس به اسرائیل را «شر محض» توصیف کرد.[۳۱]
- عبدالملک الحوثی، رهبر حوثی‌های یمن، اعلام کرد که هرگونه دخالت آمریکا در غزه با مداخله آنها همراه خواهد شد.[۳۲]
- هماهنگ‌کننده فعالیت‌های دولتی در سرزمین‌های اسرائیل (COGAT) تمامی مجوزهای کار صادر شده به ساکنان غزه را لغو کرد و وضعیت قانونی کارگران غزه‌ای را تحت قوانین اسرائیل از بین برد که این تصمیم، منجر به موجی از بازداشت‌های اداری در اسرائیل شد.[۳۳]
- دفتر هماهنگی امور بشردوستانه سازمان ملل (OCHA) تأیید کرد که «بین ۷ تا ۱۰ اکتبر، تا ساعت ۱۶:۰۰، ۱۹ فلسطینی، از جمله سه کودک، توسط نیروهای اسرائیلی در مناطق مختلف کرانه باختری کشته شده‌اند.»[۳۴]
- در اثر یک حمله هوایی اسرائیل به خانه‌ای در دیرالبلح، ۱۸ نفر کشته و ۲۳ نفر دیگر، از جمله پنج کودک و سه زن، زخمی شدند.[۳۵]